# Hrubá Voda (nádraží)
Hrubá Voda (dříve též německy Grosswasser) je železniční stanice západně od obce Hrubá Voda, v katastru obce Hlubočky, v okrese Olomouc v Olomouckém kraji poblíž řeky Bystřice. Leží na jednokolejné neelektrizované trati Olomouc–Opava. Dále se v Hrubé Vodě nachází zastávky Hrubá Voda zastávka a Hrubá Voda-Smilov. Budova výpravny č.p. 20 a budova bývalé vodárny č.p. 48 byly v roce 2018 prohlášeny kulturními památkami České republiky.

## Historie
Stanice byla vybudována společností Moravsko-slezská ústřední dráha (MSCB) na trati primárně spojující Olomouc, kam byla železnice přivedena roku 1841, a Opavu, podle typizovaného stavebního vzoru. 1. listopadu 1872 byl uveden do provozu úsek trasy z Krnova do stanice Opava. V roce 1908 byla dle návrhu pražského architekta Císařsko-královské státní dráhy (kkStB) Ing. Gustava Kulhavého nádražní budova přestavěna v secesním slohu.
Po zestátnění MSCB v roce 1895 pak obsluhovala stanici jedna společnost, Císařsko-královské státní dráhy (kkStB), po roce 1918 pak správu přebraly Československé státní dráhy.

## Popis
Nachází se zde tři jednostranná nekrytá vnitřní nástupiště, k příchodu k vlakům slouží přechod přes koleje.

### Výpravna
Typizovaná stavba čtvrté třídy byla rozšířená o krytou chodbu propojenou s budovou s čekárnami na západní straně. Na východní straně byla připojena rozlehlá letní veranda, která navazovala na původní objekt lampárny. Objekty byly na kolejové nástupištní straně propojeny verandou kovové konstrukce.
Budova s čekárnami je jednopatrová zděná podsklepená stavba krytá valbovou střechou. Stavebním materiálem jsou pálené cihly. Uliční fasáda je šestiosá se středovým rizalitem, který je zakončen štítem ve tvaru půlkruhového oblouku s bočními pilířovými tělesy. Ve štítu je termální okno. Mezi výpravnou a původní budovou je chodba krytá sedlovou střechou. V uliční části je sloupová edikula. V chodbě je zachovalá původní výzdoba.
Původní stavba je jednopatrová částečně podsklepená stavba postavená na kamenné podezdívce, krytá polovalbovou střechou. Obě podélné fasády jsou tříosé. V přízemí ve střední ose je prolomen vchod se segmentovým záklenkem.
Další části je veranda z uliční strany zděná prolomena třemi tříčtvrtečně kruhovými prosklenými okny se vstupem v prostředním otvoru.
Na verandu navazuje přízemní částečně podsklepená stavba krytá sedlovou střechou.
Fasády objektů zdobí secesní fasáda s geometrickými vzory, členěná strukturovanými a hladkými plochami a pásovou rustikou. Fasáda letní verandy v uliční straně má strukturovanou omítku v kontrastu hladkých ploch soklu, šambrán, pilastrů a korunní římsy.

### Vodárna
Budova vodárny stojí východně od výpravny. Střední část je jednopatrová vodárenská věž na půdorysu obdélníku ze smíšeného zdiva krytá sedlovou střechou, patro je dřevěné konstrukce. V ose přízemí je prolomen vstup do věže. V interiéru se dochovala kovová vodní nádrž. Západním směrem je přistavěno podsklepené zděné křídlo, na ně kolmo navazuje mírně předstupující obdélná část. Obě části jsou kryté sedlovou střechou. Zrcadlově je přistavěn přízemní objekt kůlny na půdorysu obdélníku. Zděná část je pouze na uliční a východní části z pálených cihel na kamenné podezdívce. Na kolejové straně je dřevěná stěna ze svislých prken. Provoz vodárny byl ukončen v roce 1980 s oficiálním ukončením parního provozu.